# 一番くじ
一番くじ（いちばんくじ）は、BANDAI SPIRITS（ロト・イノベーション事業部）が全国のコンビニエンスストア・書店・ナムコの店舗などで販売している、キャラクターグッズが当たるハズレ無しのくじ引き（キャラクターくじ）。

## 概要
2003年にバンプレストが『ポケットモンスター 一番くじ』をセブン-イレブンにて発売。以降、ガンダムシリーズ、ポケットモンスターシリーズなど多彩な作品のくじが製作されている。バンダイナムコグループの再編に伴い、2018年4月1日付でBANDAI SPIRITSへ事業が移管された。そのため、事業移管後の「一番くじ」商品・販促物には同社ロゴの青いバンダイマークに変更されている。
「一番くじ」の名称およびロゴタイプはBANDAI SPIRITSの登録商標となっている。競合するサービスとして、タイトーは「タイトーくじ本舗」、サンリオは「サンリオ当りくじ」などがある。
『すみっコぐらし』も一番くじで展開されている一方、版権保有元のサンエックスも「すみっコくじ」の名称で文具店や雑貨店にて展開している。すみっコぐらしの一番くじはコンビニが中心となっており、すみっコくじと競合しない戦略を採っている。
くじで取り扱われる作品は日本のアニメ・ゲーム作品が多い。また、ミッキーマウスやマーベルなどのディズニー関連作品、リラックマやカピバラさんといったファンシーキャラクター、『踊る大捜査線』のような実写映画作品が取り扱われることもある。
最後のくじを引いた人専用の景品「ラストワン賞」が設定されている。
「一番くじプレミアム」や「一番くじV」といった様々な派生ブランドが存在する。

## トラブル
2022年8月23日、バンダイナムコアミューズメントは同社運営の「一番くじ公式ショップ 大阪日本橋店」にて、数年前より一部商品の特定の賞がなくなった後の残りのくじ券を、新しいセットのくじ券の中に混ぜて販売する行為が行われ、これにより本来渡すべき古いセットのラストワン賞を提供していなかったことを公表すると同時に同店舗を閉鎖したことを発表した。
バンダイナムコアミューズメントは関西テレビの取材に対し、「法的な問題はないものと考えておりますが、お客様の期待と信頼を裏切る販売行為であると認識しております」とコメントしている。一方、川村哲二弁護士は景品表示法上の有利誤認表示に該当する可能性があると指摘している。